# Eupithecia strigatissima
Eupithecia strigatissima là một loài bướm đêm trong họ Geometridae.